# Le Marin (autoportrait)
Pour les articles homonymes, voir Marin.
Le Marin (en russe : Матрос) est un des tableaux les plus connus de Vladimir Tatline, réalisé en 1911, sous l'influence de Mikhaïl Larionov. L'influence de l'iconographie russe se retrouve également dans cette toile. Selon Camilla Gray, il s'agit probablement d'un autoportrait et c'est sous cette appellation qu'il est le plus souvent cité. Sur le bonnet de marin figure le nom Teregouchtchi, sans doute le nom du bateau sur lequel Tatline a voyagé.

## Histoire
Le Marin est peint par Tatline l'année où il s'installe à Moscou, après avoir terminé sa formation à l'École de peinture Constantin Savitski (ru) de Penza et également deux ou trois ans après avoir fait la connaissance de Michel Larionov. L'influence de l'iconographie russe se remarque en particulier par le choix du format carré combiné avec le cercle pour former les grandes lignes de la composition.
Au cours de l'été 1911, à dix-huit ans, Tatline accomplit deux voyages comme marin : le premier depuis le port d'Odessa par la mer Noire jusqu'à la mer Méditerranée ; le deuxième le conduit jusqu'au Caire. Les impressions recueillies lors de ces voyages ont certainement constitué la base de son tableau Le Marin.
En 1911, il fait également la connaissance des poètes du groupe Gileia, parmi lesquels Velimir Khlebnikov. Cette rencontre avec Khlebnikov est l'une des plus importantes de sa vie d'artiste. Non pas tellement pour la peinture du Marin mais pour les œuvres qui vont suivre.

## Autres sources
- Peter Leek, La Peinture russe du XVIII au XX, Angleterre, Parkstone, 1999 (ISBN 9 781859 953563)
- Camilla Gray (trad. de l'anglais), L'Avant-garde russe et l'art moderne 1863-1922, Paris, Thames and Hudson, 2003, 324 p. (ISBN 2-87811-218-0)